# Helina pulchella
Helina pulchella är en tvåvingeart som först beskrevs av Ringdahl 1918.  Helina pulchella ingår i släktet Helina och familjen husflugor. Arten är reproducerande i Sverige. Inga underarter finns listade i Catalogue of Life.